# Посольство Туреччини в Україні
Посольство Турецької Республіки в Україні — офіційне дипломатичне представництво Туреччини в Україні, відповідає за підтримку та розвиток відносин між Туреччиною та Україною.

## Історія посольства
Туреччина підписала 9 лютого 1918 Берестейський мир, визнаючи Українську Народну Республіку як незалежну і суверенну державу. Цей договір Туреччина ратифікувала 22 серпня 1918 року. Україна і Туреччина обмінялися посольствами.  За гетьманату турецьке посольство у Києві очолив Ахмед Мухтар-бей.
Уряд Османської імперії також заснував Генеральне консульство в Києві, яке з 10 серпня 1918 р. очолив Ахмед Феріт Тек. Для потреб консульства було відведено три кімнати в київському готелі Гладинюка, що розташовувався на розі вулиць Фундукліївської (нині Богдана Хмельницького) та Єлізаветинської (нині Євгена Чикаленка). Турецькі консульства були відкриті в Одесі (консул Евуріс Намік Бей), Харкові (консул Руї Бей Абдулгаді) та Севастополі (консул Магомед Алі Бей).
Після відновлення державної незалежності України 24 серпня 1991 року, Турецька Республіка визнала Україну 16 грудня 1991 року. 20 листопада 1991 року між Україною та Туреччиною були встановлені консульські відносини. 3 лютого 1992 року був підписаний Протокол про встановлення дипломатичних відносин між двома країнами. 3 квітня 1992 року в Києві було відкрите Посольство Туреччини. 3 січня 1993 року в Анкарі розпочало роботу Посольство України. В Одесі функціонує Генеральне консульство Туреччини, в Дніпрі та Сімферополі — почесні консульства.

## Посли Туреччини в Україні
1. Ахмед Мухтар-бей Моллаогли (тур. Ahmet Muhtar Mollaoğlu) (1918), посол;
2. Риза Нур (тур. Rıza Nur) (1922), керівник делегації;
3. Гармен Аджар (тур. Acar Germen) (15.04.1992 — 30.11.1997), посол;
4. Караосманоглу Альп (тур. Alp Karaosmanoğlu) (01.12.1997 — 15.11.2001);
5. Джанкорель Алі Більге (тур. A. Bilge Cankorel) (01.12.2001 — 16.12.2005);
6. Ердоган Шериф Ішджан (тур. Erdoğan İşcan) (23.12.2005 — 02.11.2009);
7. Ахмет Бюлент Мерич (тур. Ahmet Bülent Meriç) (01.12.2009 — 15.11.2011);
8. Мехмет Самсар (тур. Mehmet Samsar) (01.12.2011 — 16.12.2013);
9. Йонет Джан Тезель (тур. Yönet Can Tezel) (01.02.2014 — 13.09.2018)[1]
10. Ягмур Ахмет Гульдере (тур. Yağmur Ahmet Güldere) (07.01.2019 —жовтень 2023)[2]
11. Мустафа Левент Більген (тур. Mustafa Levent Bilgen) (14.09.2023 —)[3]

## Консульства Туреччини в Україні

### Консули Османської імперії в Києві
1. Ахмед Феріт Тек (Ahmet Ferit Tek) (1918)

### Генеральне Консульство Турецької Республіки в м. Одеса
65014, Україна, м. Одеса, Лідерсівський бул., 3

1. Евуріз Намік Бей (Evuriz Namik Bey) (1918)[4]
2. Селім Рауф Сарпер (Selim Rauf Sarper) (1928—1929)
3. Йашар Пінар (Yaşar Pınar) (1.11.2001-16.9.2005)[5][6][7][8][9]
4. Ренан Шекероглу (Renan Şekeroğlu) (1.10.2005-16.9.2007)
5. Мурат Тамер (Murat Tamer) (1.10.2007-5.3.2011)[10]
6. Хусейн Ергані (Hüseyin Ergani) (1.7.2011-31.7.2013)[11]
7. Хатидже Нур Сагман (Nur Sağman) (15.8.2013-1.9.2015)[12][13][14]
8. Джеміль Уфук Тогрул (Cemil Ufuk Toğrul) (1.9.2015-4.7.2018)
9. Садін Айїлдиз (Sadin Ayyıldız) (15.8.2018-31.8.2020)
10. Бірей Ілмазсой (Birey Yılmazsoy) (15.09.2020 -)

### Консули Османської імперії у Севастополі
1. Магомед Алі Бей (Muhammed Ali Bey) (1918)

### Консули Османської імперії у Харкові
1. Руї Абдулхаді (Ruyi Abdulhadi) (1918)

### Почесне Консульство Турецької Республіки в м. Дніпро
49000, м. Дніпро, вул. Старокозацька, 40
Почесний консул — пан Ханін Ігор Григорович

### Почесне Консульство Турецької Республіки в м. Сімферополі
95011, м. Сімферополь, вул. Самокіша, 24, оф. 3
Почесний консул — пан Османов Сейран Серверович